# Jamie Redknapp
Jamie Frank Redknapp (* 25. Juni 1973 in Barton-on-Sea) ist ein ehemaliger englischer Fußballspieler. Als technisch versierter Mittelfeldspieler und guter Freistoßschütze hatte er seine erfolgreichste Zeit in den 1990ern beim FC Liverpool. Der Sohn von Harry Redknapp und Cousin von Frank Lampard spielte außerdem 17 Mal für die englische Fußballnationalmannschaft zum Ende des Jahrzehnts, bevor schwerwiegende Verletzungsprobleme für Rückschläge in der sportlichen Entwicklung sorgten. Letzte Karrierestationen waren ab 2002 Tottenham Hotspur und in der ersten Jahreshälfte 2005 der FC Southampton.

## Karriere

### AFC Bournemouth (1989–91)
Zwei Jahre nachdem Redknapp ab September 1987 offiziell mit einem Schülervertrag ausgestattet in der Jugend von Tottenham Hotspur trainiert hatte, wechselte er nach dem Ende seiner Schulzeit zum AFC Bournemouth, der damals von seinem Vater Harry betreut wurde. Noch im Alter von 16 Jahren debütierte er am 13. Januar 1990 in einem Ligaspiel gegen Hull City und sechs Monate später folgte der Einstand in der Startelf. An seinem 17. Geburtstag unterschrieb Redknapp in Bournemouth den ersten Profivertrag. Sein Potential hatte sich vor der Saison 1990/91 schon bis in die obersten Spielklassen herumgesprochen. Er blieb zunächst noch unter der Obhut seines Vaters und obwohl sich Redknapp keinen Stammplatz in der Drittligamannschaft erobern konnte, holte ihn Kenny Dalglish für eine Ablöse von 350.000 Pfund zum FC Liverpool.

### FC Liverpool (1991–2002)

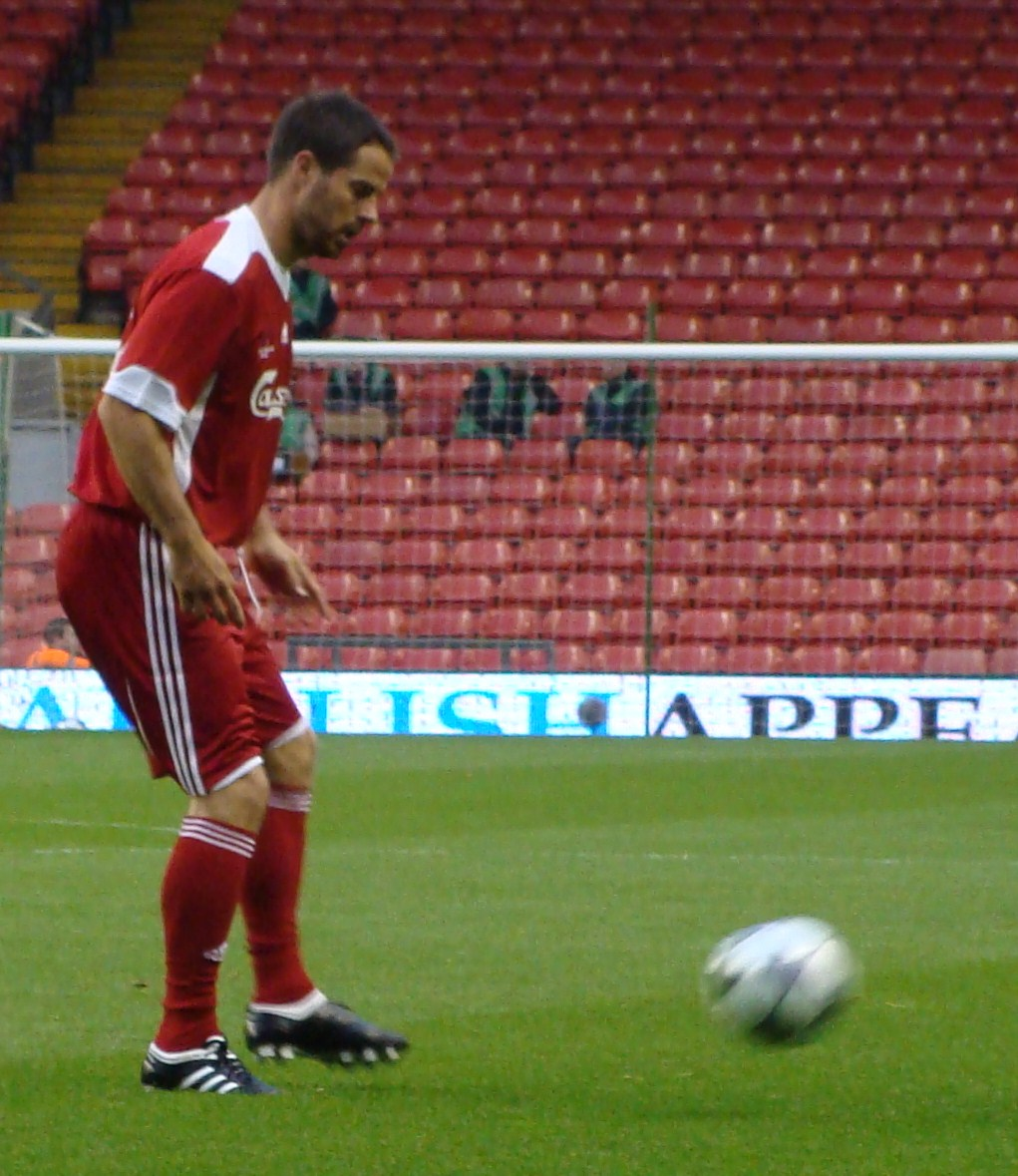
Jamie Redknapp 2009 beim Hillsborough Memorial Match

Redknapp war eine der letzten Verpflichtungen von Dalglish, der kurz darauf zurücktrat und unter dem Redknapp kein Spiel absolvierte. Er galt zunächst als Liverpools „Investition in die Zukunft“, jedoch sorgten Verletzungsprobleme im Kader dafür, dass er in der Saison 1991/92 vereinzelte Bewährungschancen erhielt. Er feierte unter Dalglishs Nachfolger Graeme Souness am 23. Oktober 1991 seinen Einstand im UEFA-Pokal gegen den französischen Vertreter AJ Auxerre – die Auswärtspartie ging mit 0:2 verloren, aber der Rückstand konnte im zweiten Spiel „umgedreht“ werden. Dazu absolvierte er sechs Erstligapartien und auch in den frühen Runden des FA Cups, den Liverpool letztlich ohne Redknapp gewinnen konnte, war er zweimal vertreten. In den folgenden drei Jahren stieg er zum Stammspieler in der ersten Mannschaft auf und er absolvierte 136 Pflichtspiele. Er überzeugte dabei als zentraler Mittelfeldspieler, der die Bälle in die Spitze verteilte, über ein gutes Passspiel verfügte und beim Gegner für seine Weitschüsse gefürchtet war.
Er galt in der Spielzeit 1994/95 als Liverpools bester Spieler und gewann in diesem Jahr den Ligapokal. Nach der Demission von Souness gelang ihm unter Nachfolger Roy Evans im September 1995 der Sprung in die englische A-Nationalmannschaft und mit dem Einzug ins 1996er Endspiel des FA Cup verzeichnete Redknapp einen nächsten Erfolg. Das Finale, das mit 0:1 gegen Manchester United verloren ging, prägte auch abseits des Platzes nachhaltig Redknapps öffentliches Bild – wie auch das seiner jungen Kollegen Steve McManaman, Robbie Fowler, Stan Collymore, Jason McAteer und vor allem David James. Im Vorfeld der Partie traten die Liverpool-Spieler in einem weißen Anzug auf, wodurch diese in den Medien als „Spice Boys“ verballhornt wurden. Sportlich gesehen mehrten sich Redknapps Verletzungsprobleme zur Mitte der 1990er-Jahre und nach einer wechselhaften Saison 1996/97, in der er nicht regelmäßig in Liverpool zum Einsatz kam, sorgte eine Blessur aus einem Länderspiel in Südafrika Ende Mai 1997 für eine fünfmonatige Zwangspause. Er fand danach langsam wieder zur alten Form zurück, aber Spekulationen über eine mögliche Teilnahme an der WM 1998 in Frankreich erhielten rund zwei Monate vor Turnierbeginn einen Rückschlag, als er sich gegen Coventry City erneut schwer verletzte.
Als der Verein in der Spielzeit 1998/99 in die ausgerufene „Revolution vom Kontinent“ unter dem neuen französischen Trainer Gérard Houllier ging, vollzog Redknapp eine positive sportliche Entwicklung und war in der Mannschaft, die mit einer Mischung aus Talenten aus der eigenen Jugend wie Michael Owen und Steven Gerrard sowie Spielern vom Kontinent wie Patrik Berger und Sami Hyypiä verstärkt wurde, ein Schlüsselfaktor auf Liverpool mittelfristigem Weg zurück zu den vorderstern Plätzen in der Premier League. Nach drei oft problematischen Jahren zeigte er sich konstant formstark und erzielte seine persönliche Rekordausbeute von zehn Pflichtspieltoren. Nachdem sukzessive John Barnes, Steve McManaman und Paul Ince den Verein verlassen hatten, wurde er dann in der Saison 1999/2000 zum Mannschaftskapitän befördert. Die Freude darüber hielt nur kurz an und eine weitere Verletzung aus dem Spiel gegen den AFC Sunderland am 20. November 1999 setzte Redknapp weitere vier Monate außer Gefecht. Das diesbezügliche Pech hielt an und eine langwierige Knieverletzung, die er teilweise auch in den Vereinigten Staaten behandeln ließ, hatte zur Folge, dass er nicht einziges Spiel in der Saison 2000/01 absolvierte. Redknapp konnte sich so beim dreifachen Pokaltriumph im Ligapokal, FA Cup und UEFA-Pokal nicht beteiligen, nahm aber als Kapitän gemeinsam mit Robbie Fowler im Millennium Stadium in Cardiff den FA Cup in Empfang. Erst in der Vorbereitung auf die Saison 2001/02 kehrte Redknapp in die Mannschaft zurück, aber sein Comeback dauerte lediglich acht Pflichtpartien an. Im Oktober 2001 spielte und traf er beim 2:0-Sieg gegen Charlton Athletic zum letzten Mal für Liverpool, bevor er sich im April 2002 verabschiedete und ablösefrei zu seinem Jugendklub Tottenham Hotspur wechselte.

### Tottenham Hotspur und Southampton (2002–05)
Redknapp führte sich problemlos ist die neue Umgebung ein und wenn er verletzungsfrei blieb, fügte er dem Spiel der „Spurs“ häufig eine kreative Komponente hinzu. Während er in seinem ersten Tottenham-Jahr nur drei eigene Tore beisteuerte, überzeugte er durch die Eröffnung von Offensivaktionen sowie die Fähigkeit, das „Spiel zu lesen“. Eine regelrechte Serie von muskulären Problemen und Bänderverletzungen ließ seine Fähigkeiten zwar auch in seinem zweiten Jahr nur selten aufblitzen, aber zum Ende der Saison 2003/04 zeigte er als Kapitän und Spielmacher im unverhofften Abstiegskampf Führungsqualitäten, die mit dafür sorgten, dass sein Vertrag noch einmal verlängert wurde.
Dessen ungeachtet verließ er im Januar 2005 den Klub in Richtung des Erstligakonkurrenten FC Southampton, der mittlerweile von seinem Vater betreut wurde. Die Verpflichtung zahlte sich zunächst aus und das Mittelfeld zeigte sich anfänglich erstarkt. Es war jedoch schnell ersichtlich, dass die zahlreichen Verletzungen ihren Tribut forderten und Redknapp litt erkennbar an mangelnder Fitness. Zum Ende der Saison 2004/05 stieg er mit Southampton als Tabellenletzter aus der Premier League ab und auf Anraten seiner Ärzte beendete er im Juni 2005 seine aktive Karriere.

## Englische Nationalmannschaft
Redknapp galt in den 1990er-Jahren als große Hoffnung und möglicher Führungsspieler der englischen A-Nationalmannschaft, der jedoch immer wieder von Verletzungen zurückgeworfen wurde. In Bezug auf Kreativität, Ballgefühl und Spielübersicht wurde er als Nachfolger von Paul Gascoigne gehandelt und mit dem damaligen englischen Nationaltrainer Terry Venables fand er auch einen persönlichen Förderer, der ihn im Alter von 22 Jahren erstmals in die Mannschaft berief, kurz nachdem dieser den Sprung zum Stammspieler beim FC Liverpool geschafft hatte. Er debütierte am 6. September 1995 im Freundschaftsspiel gegen Kolumbien und beim 0:0 blieb auch sein (harmloser) Weitschuss in Erinnerung, den der gegnerische Torhüter René Higuita unkonventionell mit einem „Scorpion kick“ parierte.
Er stand im englischen Kader bei der Euro 1996 im eigenen Land und stach bei der Nominierung Rob Lee aus. Redknapp bestritt als „zweite Wahl“ hinter Gascoigne eine Partie per Einwechslung gegen Schottland (2:0) in der Gruppenphase. Er ersetzte hier in der zweiten Halbzeit den Verteidiger Stuart Pearce, nachdem Venables beim Stand von 0:0 auf einer Dreierabwehrkette umgestellt und das Mittelfeld verstärkt hatte. Kurz vor Ende der Begegnung brach er sich den Knöchel, musste vom Platz getragen werden und da es mittlerweile 2:0 stand, wechselte Venables für ihn defensiv mit Sol Campbell. Danach kehrte Redknapp erst im März 1997 unter dem neuen Trainer Glenn Hoddle in die Nationalmannschaft zurück und wurde hier im Duell mit Mexiko (2:0) für David Batty eingewechselt. Sukzessive kämpfte er sich unterstützt durch gute Vereinsleistungen in den Stammkader zurück, aber im Mai 1997 brach gegen Südafrika (2:1) seine Knöchelverletzung wieder auf und da er bis Frühling 1998 nicht zur Verfügung stand, verpasste er eine mögliche Teilnahme an der WM 1998 in Frankreich.
Im Vorfeld der anschließenden Euro 2000 stand Redknapp dreimal bei Qualifikationsspielen in der Startelf und im Freundschaftsspiel gegen Belgien (2:1) schoss er am 10. Oktober 1999 sein einziges Tor für England. Er verabschiedete sich gut einen Monat später mit zwei weiteren Auftritten im Play-off gegen Schottland, in denen sich England durchsetzte. Beim Turnier selbst fehlte er erneut verletzungsbedingt.

## Nach der Karriere
Nach dem Ende seiner Profikarriere wurde Redknapp TV-Experte für mehrere Sender, vor allem Sky Sports. 2005 brachte Redknapp gemeinsam mit seiner Frau Louise und Tim Sheerwood das zweimonatlich erscheinendes Magazin „Icon“ auf den Markt, das sich vor allem an Profifußballer und ihre Familien richtet.

## Titel/Auszeichnungen
- UEFA Super Cup (1): 2001[13]
- Englischer Ligapokal (1): 1995